# بیزاردوارک
بیزاردوارک (انگلیسی: Bizaardvark) یک مجموعه تلویزیونی کمدی آمریکایی است که توسط کایل استگینا و جاش لهرمن برای شبکه دیزنی از ۲۴ ژوئن ۲۰۱۶ تا ۱۳ آوریل ۲۰۱۹ ساخته شده‌است. در این مجموعه بازیگرانی از جمله مدیسون هو، اولیویا رودریگو و جیک پال به ایفای نقش می‌پردازند.